# Смит, Кимберли
Кимберли Смит — новозеландская легкоатлетка, которая специализируется в беге на длинные дистанции. Победительница Универсиады 2005 года на дистанции 5000 метров. Выступала на Олимпиаде 2004 года в беге на 5000 метров (11-е место в полуфинале), на олимпийских играх 2008 года заняла 9-е место на дистанции 10 000 метров и 15-е место в марафоне на Олимпиаде 2012 года. В настоящее время владеет рекордами Новой Зеландии на дистанциях 3000, 5000, 10 000 метров, в полумарафоне и марафоне.

## Биография
С юного возраста выступала в различных соревнованиях, включая лёгкую атлетику и гимнастику. В возрасте 11 лет она была замечена тренером по лёгкой атлетике, так как на соревнованиях выступала не хуже мальчиков. Родители её отдали в местный спортивный клуб Papakura Harrier, где тренировался её дядя, который был триатлонистом. Позже, когда она училась в колледже в Окленде её заметил тренер, под руководством которого она начала серьёзно тренироваться. По стипендии она уехала в США, где поступила в один из колледжей Провиденса. Во время учёбы она неоднократно выигрывала чемпионат NCAA. Окончила колледж в 2005 году. В сентябре 2012 года вышла замуж за бывшего легкоатлета Патрика Тагру. В настоящее время проживает в Провиденсе.

## Достижения
Чемпионаты мира
- Хельсинки 2005 — 15-е место (10 000 метров — 31.24,29)
- Осака 2007 — 5-е место (10 000 метров — 32.06,89)
- Берлин 2009 — 8-е место (10 000 метров — 31.21,42)

Чемпионаты мира по кроссу
- Чемпионат мира по кроссу 2002 — 52-е место
- Чемпионат мира по кроссу 2003 — 61-е место
- Чемпионат мира по кроссу 2005 — 12-е место
- Чемпионат мира по кроссу 2009 — 13-е место

Полумарафоны
- 2011;  Филадельфийский полумарафон — 1:07.11
- 2012;  Нью-Йоркский полумарафон — 1:08.43
- 2013;  Полумарафон Маругаме — 1:09.00

Марафоны
- 2010; Лондонский марафон — 2:25.21 (8-е место)
- 2010; Нью-Йоркский марафон — 2:29.28 (5-е место)
- 2011; Нью-Йоркский марафон — 2:25.46 (5-е место)
- 2013; Нью-Йоркский марафон — 2:28.49 (6-е место)